# Plague Inc.
Plague Inc. (Kurzform von Plague Incorporated) ist ein Strategie-Videospiel des Entwicklers Ndemic Creations. Ziel des Spiels ist die Vernichtung der Menschheit mithilfe eines Pathogens oder wahlweise, nach einer Erweiterung im Jahr 2020, die Rettung der Menschheit durch die Eliminierung einer Pandemie. Es wird dabei auf ein umfangreiches epidemisches Modell für eine möglichst realitätsnahe Simulation zurückgegriffen. Das Spiel erschien erstmals Ende Mai 2012 für iOS, im Oktober des gleichen Jahres folgte eine Version für Android.
Das Spiel wurde bis zum 30. Dezember 2013 weltweit über 21 Millionen Mal heruntergeladen und lag im Jahr 2013 auf Platz 5 der am häufigsten gekauften Anwendungen im US-amerikanischen App Store.
Der Ableger Plague Inc: Evolved erschien im Februar 2014 für den Microsoft Windows, macOS und Linux in Steam. Eine Konsolenversion für Xbox One folgte im Jahr 2015. Die Konsolenversion für die PlayStation 4 erschien am 31. Mai 2016. Eine weitere Konsolenversion für die Nintendo Switch erschien am 2. August 2019.

## Spielprinzip
Das Spiel bietet mehrere Modi, die sich geringfügig voneinander unterscheiden: In jedem Spielmodus wird mit einem anderen Krankheitserreger gespielt, das Spielprinzip bleibt jedoch gleich. Jeden Spielmodus kann man in den Schwierigkeitsstufen Einfach, Normal, Brutal und Mega-Brutal spielen. Das anfangs verfügbare Pathogen ist das Bakterium. In der Schwierigkeitsstufe Normal werden neue Krankheitserreger freigeschaltet, in der Stufe Brutal zusätzlich Bonus-Krankheitserreger. Dabei muss jeder freigeschaltete Erreger mindestens einmal siegreich gespielt worden sein, um einen neuen freizuschalten.
Gespielt wird gegen die Weltbevölkerung, dementsprechend ist die Spielkarte der Erde nachempfunden. Die Karte ist in verschiedene Staaten und Regionen aufgeteilt. Größere Staaten wie z. B. Russland oder Australien sind dabei einzeln, kleinere Staaten wie etwa die Schweiz, Österreich und die Slowakei sind der Spielbarkeit halber zu einer Region, (im Beispiel genannt Zentraleuropa) zusammengefasst.
Die Staaten haben an ihre real existierenden Vorbilder angepasste Faktoren, die sich in vier Bereiche gliedern lassen: Wirtschaftskraft, Niederschlagsmenge, Temperatur und Bevölkerungsdichte. Deutschland zum Beispiel wird als reiches, kaltes und dicht bevölkertes Land mit gemäßigtem Niederschlag dargestellt. Zusätzlich dazu hat jeder Staat eine dem realen Vorbild entsprechende Einwohnerzahl. Insgesamt ist die Welt von 7,124 Milliarden Menschen bevölkert. Die Anzahl der Weltbevölkerung schwankt jedoch nicht, es kommen keine neuen Menschen hinzu.
Das Spiel beginnt am aktuellen Tag und verläuft anschließend im Tagesrhythmus. Zu Spielbeginn kann der Spieler einen Staat oder eine Region wählen, in dem sein Krankheitserreger beginnt. Dabei wird ein Mensch infiziert. Menschen können entweder gesund, infiziert oder tot sein. Mit der Zeit verbreitet sich die Krankheit durch Land-zu-Land-Infektion, Schiffe, Flugzeuge oder Tiere, doch auf Dauer werden Weiterentwicklungen nötig. Um den Krankheitserreger weiterzuentwickeln, werden DNA-Punkte benötigt. DNA-Punkte erhält der Spieler durch die Infektion eines neuen Staats, durch Bonus-DNA, durch die Verbreitung seiner Krankheit oder den Tod von Menschen. Mit DNA-Punkten können neue Fähigkeiten für die Krankheit gekauft werden. Diese lassen sich wiederum in Bereiche gliedern: Verbreitung, Krankheitsbild und Widerstandsfähigkeit. So kann etwa der Erreger an die Verbreitung durch die Luft und die Widerstandsfähigkeit gegen Wärme angepasst werden. Dadurch kann sich der Krankheitserreger in warmen Ländern schneller verbreiten. Die Ausbildung des Krankheitsbildes reicht von der einfachen Erkältung bis hin zum totalen Organversagen. Durch die Ausbildung neuer Fähigkeiten kann die Effektivität der Krankheit in drei verschiedenen Bereichen erhöht werden: Ansteckungsgefahr, Schwere und Tödlichkeit. Je infektiöser die Krankheit, desto schneller verbreitet sie sich. Je letaler die Krankheit, desto schneller stirbt die Weltbevölkerung. Die Schwere der Krankheit hat komplexere Auswirkungen. Zum einen erhält der Spieler beim Tod oder der Neuinfektion von Menschen mehr DNA-Punkte und die Wirtschaftskraft der Welt wird geschwächt, zum anderen wird die Krankheit von der Welt als solche eher erkannt und ein Heilmittel wird schneller entwickelt.
Entdeckt die Weltbevölkerung die Krankheit, so beginnt sie mit der Entwicklung eines Heilmittels. Je schwerer die Krankheit, desto mehr Geld wird in das Heilmittel investiert. Wirtschaftlich starke Nationen haben bei der Entwicklung des Heilmittels somit einen Vorteil. Der Spieler hat verschiedene Möglichkeiten, sich gegen das Heilmittel zu wehren, wie etwa das Entwickeln von Resistenzen oder das Ausbilden eines neuen Krankheitsbildes, welches eine andere Behandlung erfordert. Ist die Weltbevölkerung vollständig vernichtet, bevor ein Heilmittel entwickelt wurde, so gewinnt der Spieler. Schafft es die Weltbevölkerung ein Heilmittel zu entwickeln oder tötet der Krankheitserreger seine Träger, bevor diese alle Menschen anstecken können, so gilt das Pathogen als besiegt und die Welt hat gewonnen. Das Spiel errechnet aus der Effizienz der Krankheit einen Score.
Jeder Krankheitserreger hat verschiedene Spezialfähigkeiten, Parasiten etwa leben in Symbiose mit dem Menschen und werden dadurch weniger schnell als Ursache für die Krankheit identifiziert. Zusätzlich zu der Freischaltung neuer Krankheitserreger kommt die Freischaltung neuer DNA-Segmente, die der Krankheit verschiedene Vorteile schaffen. Dadurch können Spielmodi beim erneuten Spielen einfacher gewonnen werden. Ein zentrales Element des Spiels ist die Mutation, der Krankheitserreger kann ohne den Einsatz von DNA-Punkten Fähigkeiten ausprägen. Dies kann von Vor- oder Nachteil für den Spieler sein. Soll die Krankheit nicht entdeckt werden, so sollte die Schwere möglichst gering gehalten werden. Zufällig mutierte Fähigkeiten erhöhen in der Regel die Schwere. Dem Spieler stehen verschiedene Statistiken zur Verfügung, wie etwa Neuinfektionen pro Tag oder Tode pro Tag. Des Weiteren kann der zeitliche Verlauf der Krankheit und ihrer Fähigkeiten eingesehen werden.
Das Weltgeschehen wird von den Nachrichten und Medien kommentiert. Hierbei gibt es taktische Informationen für den Spieler, aber auch Parodien auf aktuelle Themen und Ereignisse. Gibt es etwa ein Erdbeben, so sterben unabhängig von der Krankheit Menschen, finden Forscher neue Heilmethoden gegen Krankheitsbilder, so macht die Entwicklung des Heilmittels einen Sprung in Richtung 100%-Marke. Parodiert werden unter anderem Videospiele wie Minecraft oder Jetpack Joyride, Personen wie Donald Trump, Justin Bieber, Borat oder auch Notch, Unternehmen wie Apple oder die Gesundheitsbehörde CDC.

## Rezeption
Das Spiel erhielt größtenteils positive Kritiken. Sowohl im App Store als auch in Google Play wurde es im Durchschnitt mit 4,6 von 5 Sternen bewertet.
Metacritic vergibt 80/100 Punkten im MetaScore für Plague Inc.

## Trivia
- Das Spiel verzeichnet in zeitweisem Zusammenhang mit in der Realität stattfindenden Epidemien und Pandemien signifikant erhöhte Spieler- bzw. Downloadzahlen. Im Zuge der Ebolafieber-Epidemie 2014 bis 2016 stiegen die Downloadzahlen 2014 innerhalb von zwei Wochen um 147.000 und die Spielerzahlen um ca. eine Million.[11] In der Volksrepublik China avancierte Plague Inc. während des Ausbruchs von SARS-CoV-2 zum meistverkauften Spiel im App Store.[12]
- Um die Ebola-Epidemie in Westafrika zu bekämpfen, sammelte Ndemic Creations mittels einer Spendenkampagne 76.000 US-Dollar von den Spielern ein.[13]
- Im Zuge der COVID-19-Pandemie wurde das Spiel in der Volksrepublik China verboten. Der Entwickler sah sich zudem genötigt, eine Stellungnahme abzugeben, nach der man keine Informationen zum realen Virusausbruch aus dem Spiel beziehen solle.[14]
- Ebenfalls im Zuge der COVID-19-Pandemie wurde 2020 ein Spielmodus hinzugefügt, bei dem in Umkehrung des klassischen Spielprinzips eine Krankheit ausgerottet werden muss. Dabei hat der Spieler Zugriff auf verschiedene Mittel wie zum Beispiel Lockdowns oder die Entwicklung eines Impfstoffs.[15]